# Хігасі Кейго
Кейго Хігасі (яп. 東慶悟, нар. 20 липня 1990, Кітакюсю, Японія) — японський футболіст, півзахисник клубу «Токіо».

## Клубна кар'єра
Вихованець футбольної школи клубу «Ойта Трініта». Дорослу футбольну кар'єру розпочав 2009 року в основній команді того ж клубу, в якій провів один сезон, взявши участь у 52 матчах чемпіонату. Більшість часу, проведеного у складі «Ойта Трініта», був основним гравцем команди.
Своєю грою за цю команду привернув увагу представників тренерського штабу клубу «Омія Ардія», до складу якого приєднався 2011 року. Відіграв за команду з Омії наступний сезон своєї ігрової кар'єри. Граючи у складі «Омія Ардія» також здебільшого виходив на поле в основному складі команди.
До складу клубу «Токіо» приєднався 2013 року.

## Виступи за збірну
Протягом 2010—2012 років залучався до складу олімпійської збірної Японії. На цьому рівні зіграв у 12 офіційних матчах, забив 1 гол.

## Титули і досягнення
- Володар Кубка Джей-ліги (1):

«Токіо»: 2020
Збірні
- Переможець Азійських ігор: 2010